# باتريك دويل (سياسي)
باتريك دويل هو سياسي كندي، ولد في 1777، وتوفي في 4 يونيو 1857.
خلال حياته كان نشطًا في عدد من المجالات المتعلقة بالتجارة والسياسة، كانت بداية مسيرته المهنية كقبطان بحري يقوم برحلات بين سانت جونز وبريستول، إنجلترا، وبحلول عام 1819 امتلك مركباً شراعياً يبلغ وزنه 46 طنًا وامتلك العديد من العقارات على الواجهة البحرية لسانت جون وكان يدير نشاطًا استيرادًا مزدهرًا، لقد حافظ على أجزاء من اهتماماته التجارية طوال حياته لتزويده بالثروة والازدهار لتحقيق العديد من المصالح الأخرى.
تضمنت إحدى هذه المصالح الحياة السياسية لنيوفاوندلاند، ففيما بين عامي 1820 و1832 كان عضوًا في اللجنة السياسية.
كان عمله مع المجتمع واسع النطاق، كان دويل كاثوليكيًا رومانيًا وقد شغل عددًا من المناصب في الجمعية الأيرلندية الخيرية، كانت هذه منظمة محلية تهدف إلى تحسين التعليم والحد من الفقر، كما عمل في جمعيات خيرية مع الأيتام وساعد الكنيسة المحلية في العثور على موقع للكاتدرائية الجديدة.
كان دويل رجل أعمال ناجحًا قضى معظم وقته في تحسين وضع مواطني بلده، وقد ساهم بشكل كبير في نيوفاندلاند خلال حياته.